# Sebacina
Sebacina Tul. & C. Tul. (łojek) – rodzaj grzybów z rodziny łojówkowatych (Sebacinaceae).

## Systematyka i nazewnictwo
Pozycja w klasyfikacji według Index Fungorum: Sebacinaceae, Sebacinales, Incertae sedis, Agaricomycetes, Agaricomycotina, Basidiomycota, Fungi.
Po raz pierwszy opisali go Louis René Tulasne i Charles Tulasne w 1871 r. Synonimy nazwy naukowej: Atkinsonia Lloyd, Cristella Pat., Soppittiella Massee. Polską nazwę nadał Franciszek Błoński w 1896 r. W polskim piśmiennictwie mykologicznym należące do tego rodzaju gatunki opisywane były także jako śluzaczek lub pleśniak.
Gatunki występujące w Polsce:
- Sebacina cystidiata Oberw., Garnica & K. Riess 2014[4]
- Sebacina dimitica Oberw. 1963 – łojek grubostrzępkowy
- Sebacina epigaea (Berk. & Broome) Bourdot & Galzin 1928 – łojek naziemny
- Sebacina grisea Bres. 1908 – łojek szarawy
- Sebacina incrustans (Pers.) Tul. & C. Tul. 1871 – łojek bezkształtny

Nazwy naukowe na podstawie Index Fungorum. Nazwy polskie według Władysława Wojewody.